# Gary Reed
Gary Reed (Corpus Christi (Texas), Estados Unidos, 25 de octubre de 1981) es un atleta nacido estadounidense nacionalizado canadiense, especialista en la prueba de 800 m, con la que ha llegado a ser subcampeón mundial en 2007.

## Carrera deportiva
En el Mundial de Osaka 2007 gana la medalla de plata en los 800 metros, con un tiempo de 1:47.10, por detrás del keniano Alfred Kirwa Yego y por delante del ruso Yuriy Borzakovskiy que ganó el bronce.